# Zughund

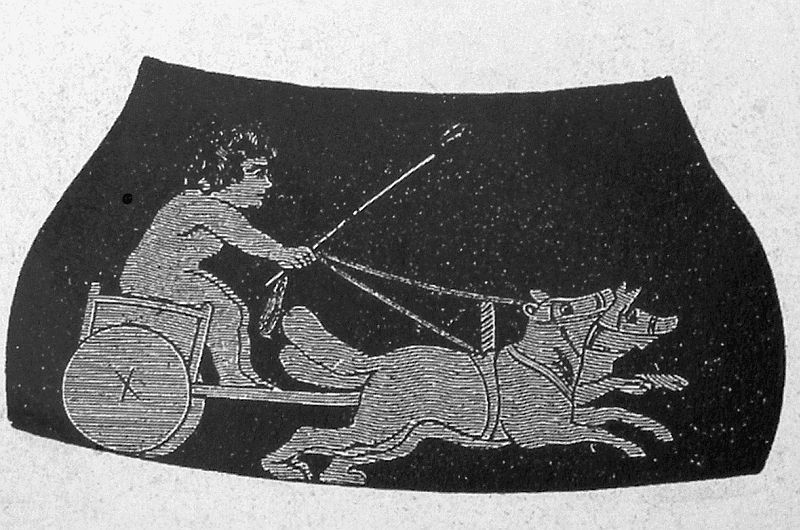
Darstellung auf einer griechischen Vase, 500 v. Chr.

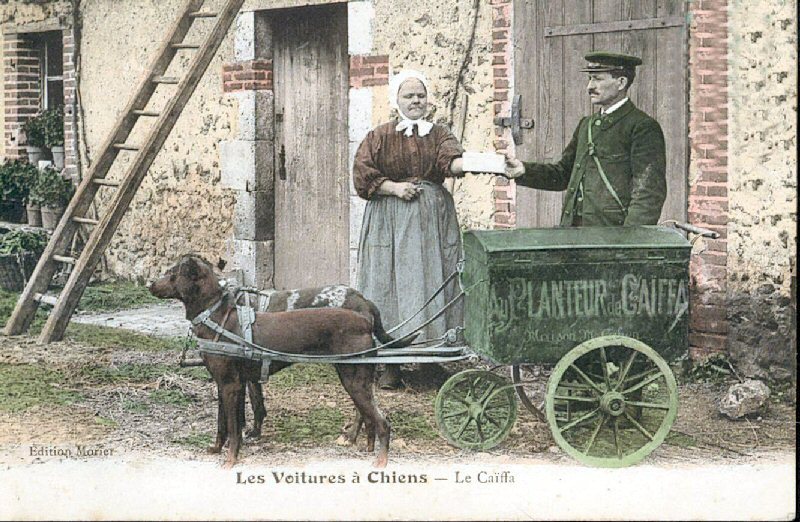
Französisches Hundegespann um 1905

Ein Zughund oder Lastenziehhund ist ein Hund, der zum Ziehen einer Last mit einem Hundewagen oder Hundeschlitten eingesetzt wird.

## Geschichte
Das älteste Dokument eines Hundes als Zugtier stammt von einer griechischen Vase, datiert auf etwa 500 v. Chr. Der römische Geschichtsschreiber Lampridius (218 bis 222 n. Chr.) schreibt: „Die Hunde wurden nicht nur gefüttert mit Gänseleber, sondern ihrer vier vor einen Wagen gespannt und mit ihnen in seinem Palast und auf den Landgütern herumkutschiert“.

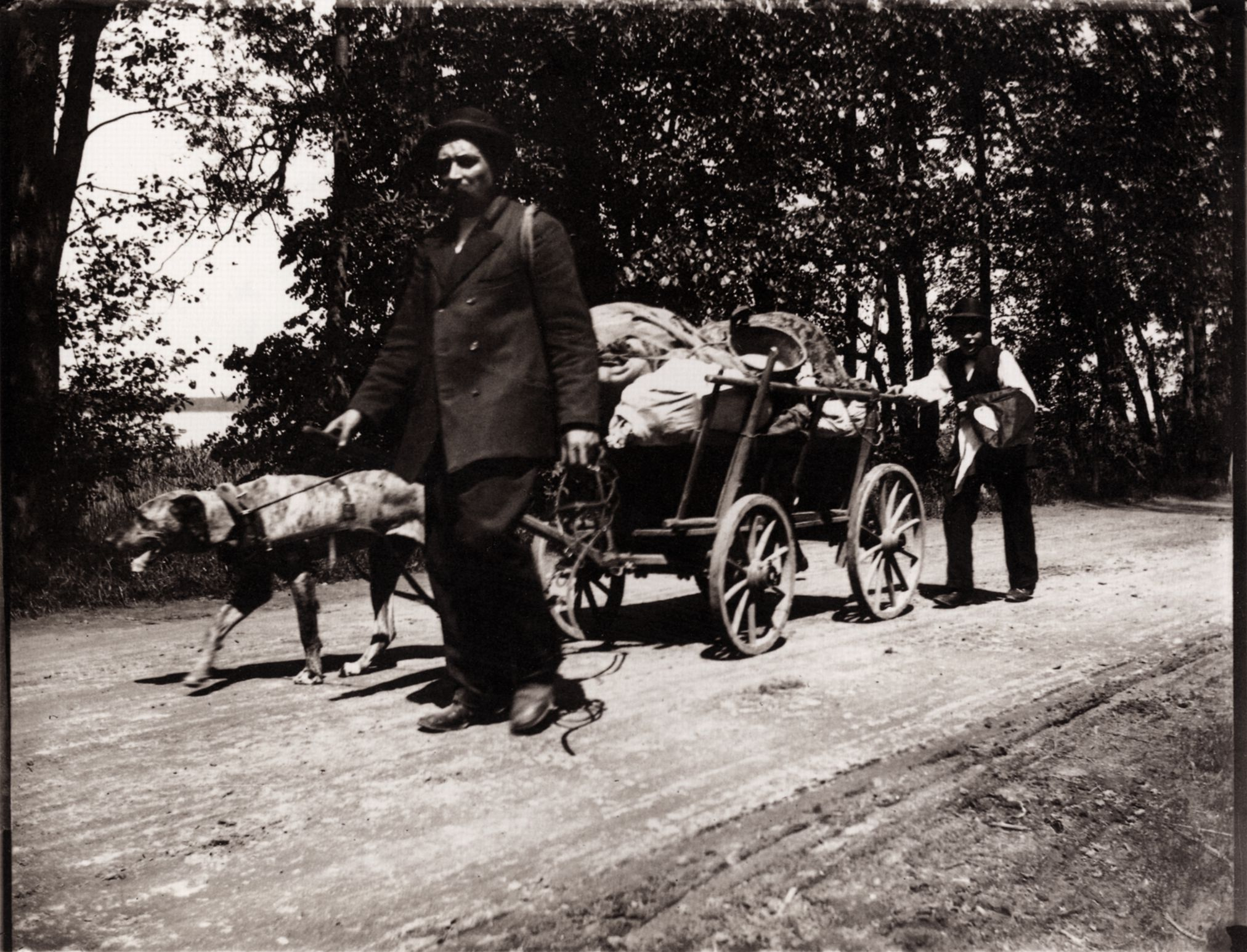
Heinrich Zille: Ungewohnter Blick auf Gewohntes, Hausierer mit Hundegespann

Die Nutzung von Hunden als „Zugtier des armen Mannes“ war dagegen zumindest vom Mittelalter bis in das 20. Jahrhundert hinein durchaus verbreitet. Um 1900 soll es noch 150.000 derartige „Karrenhunde“ gegeben haben. Auch von Hausierern wurden Hundegespanne häufig zum Transport des Warensortiments genutzt, denn große Hunde waren nicht nur in der Anschaffung günstiger als Pferde, sondern sie sollen sogar anatomisch besser zum Ziehen von Karren und Hundeschlitten geeignet sein. So können Zughunde das bis zu Drei- bis Fünffache ihres eigenen Körpergewichtes ziehen. Außerdem bot der meist große und kräftige Hund seinem Besitzer oder seiner Besitzerin (häufig fuhren Bäuerinnen alleine zum Markt) und der Wagenladung einen gewissen Schutz.
Vorfahren von Hunderassen wie Rottweiler oder Sennenhund transportierten vor allem Lebensmittel und Waren:

„Wer jemals Gelegenheit hatte, an einem Markttag in einen oberösterreichischen Marktflecken zu kommen, oder Tag für Tag die Menge von Boten-, Milch- und Gemüsekarren zur Stadt ziehen sieht, wird nicht so rasch das bunte, prächtige Bild vergessen, zu dem diese Hundegespanne beitragen. Es ist eine Freude zu sehen, wie die resolute Marktgeherin in ihrer heimischen Tracht und dem charakterischen Kopftüchl die freudig ziehenden Hunde lenkt.“

Auch das Militär setzt Diensthunde gelegentlich als Zugtiere ein. Allein im Ersten Weltkrieg sollen 40.000 Hunde als Wach-, Sanitäts-, Telegraphen-, Melde- und Zughunde von den deutschen Streitkräften eingesetzt worden sein.

## Schlittenhunde
In nördlichen Ländern und in Sibirien werden Hunderassen wie der Siberian Husky oder der Samojede noch als Schlittenhunde eingesetzt. Diese Hunde zeigen im Rudel und im Gespann ein ausgeprägtes Sozialverhalten, das dem innerhalb eines Wolfsrudels ähnelt. Dies wird von den Züchtern genutzt. So gibt es spezielle Hündinnen, die als „Kindergärtnerin“ die Erziehung der Welpen übernehmen. Schlittengespanne mit Hunden waren eine zentrale Grundlage der Kultur der im hohen Norden lebenden Völker wie den Inuit in Nordamerika oder den Tschuktschen in Sibirien.

## Heutige Verwendung
Im Hundesport werden vor allem die nordischen Hunderassen in Hundeschlittenrennen eingesetzt. Beim Mushing angespannt werden typischerweise ein bis acht Hunde (Klassen C, B, A und O), in der offenen Klasse können die Gespanne auch größer sein. Mit dem Menschen (Musher) kommuniziert hauptsächlich der Leithund, der nicht identisch mit dem ranghöchsten Individuum des Rudels sein muss. Im Sommer werden diese Zughunde mit unterschiedlichsten Ausführungen von Hundewagen trainiert. Für sportlich genutzte Hunde gelten mehrere Besonderheiten im Umgang und in der Pflege, die Außenstehenden häufig kurios erscheinen. So werden Hundepfoten von Zugtieren häufig mit Stoffstiefelchen (Bootie) vor Verletzungen geschützt. Auch wird das Rudel vor einem Lauf „gewässert“. Mit einer wässrigen Suppe gefüttert, wird der Gefahr des Dehydrierens vorgebeugt.